# CMA CGM Jacques Saadé
CMA CGM Jacques Saadé — контейнеровоз, яким керує CMA CGM. Почав комерційну експлуатацію 23 вересня 2020 року і є першим із класу з дев'яти кораблів-побратимів, які на момент будівництва були найбільшими у світі суднами, що працюють на зрідженому природному газі. Названий на честь Жака Сааде, засновника CMA CGM, і має місткість 23 000 TEU (двадцятифутовий еквівалент одиниці). У своїй категорії це найбільший контейнеровоз, який плаває під французьким прапором.

## Історія
CMA CGM Jacques Saadé є першим із класу з дев'яти сестринських кораблів, які будуть поставлені після рішення, прийнятого Родольфом Сааде, головою та головним виконавчим директором CMA CGM Group, замовити контейнеровози, що працюють на зрідженому природному газі (СПГ).
Корабель був закладений у липні 2018 року на верфі CSSC у Шанхаї, спущений на воду 25 вересня 2019 року та завершений у вересні 2020 року. Спочатку її планувалося завершити в листопаді 2019 року, але було відкладено на 10 місяців.
Почав комерційну експлуатацію 23 вересня 2020 року на маршруті French Asia Line і зареєстрована у Французькому міжнародному реєстрі (RIF) з портом приписки Марсель, де вже більше ніж 40 років знаходиться головний офіс CMA CGM Group.

## Дизайн
На момент будівництва це було найбільше судно, коли-небудь побудоване що працює на LNG. Має місткість 23 000 TEU та розміри 400 метрів у довжину з 61 метр в ширину і висота 78 метрів.
З місткістю паливного бака до 18,600 кубометрів СПГ, що зберігається при температурі −161 °C (−258 °F), здатен пройти повні 23 372 морські милі (43 285 км) подорож туди й назад між Азією та Північною Європою.